# Café Prückel

Logo

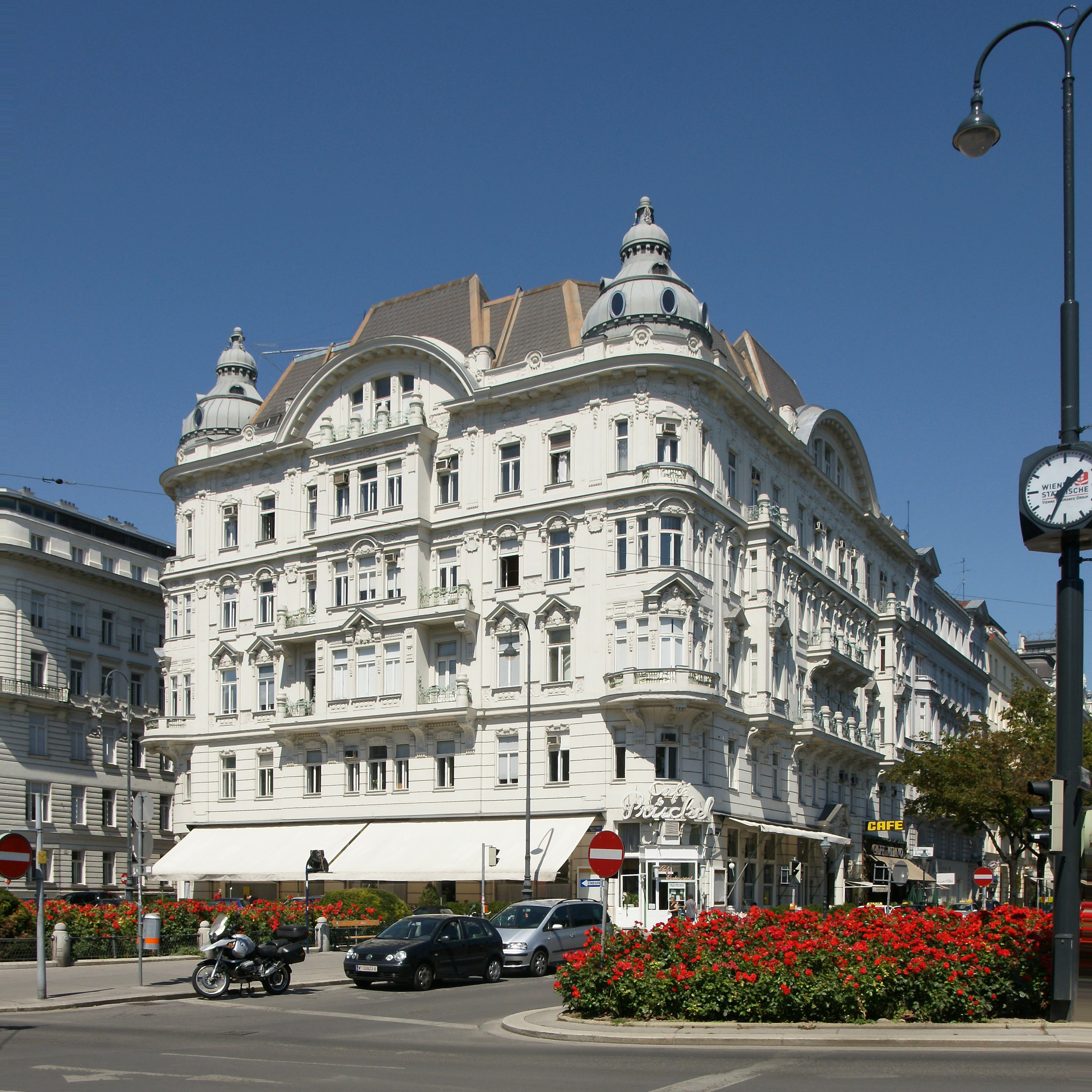
Café Prückel

Das Café Prückel (vormals: Café Lurion, Café Miramonte) ist ein Kaffeehaus an der Ecke Stubenring und Dr.-Karl-Lueger-Platz im 1. Wiener Gemeindebezirk Innere Stadt. Besondere Bekanntheit genießt das Kaffeehaus wegen seiner Einrichtung im Stil der 1950er Jahre. Es steht unter Denkmalschutz.

## Geschichte

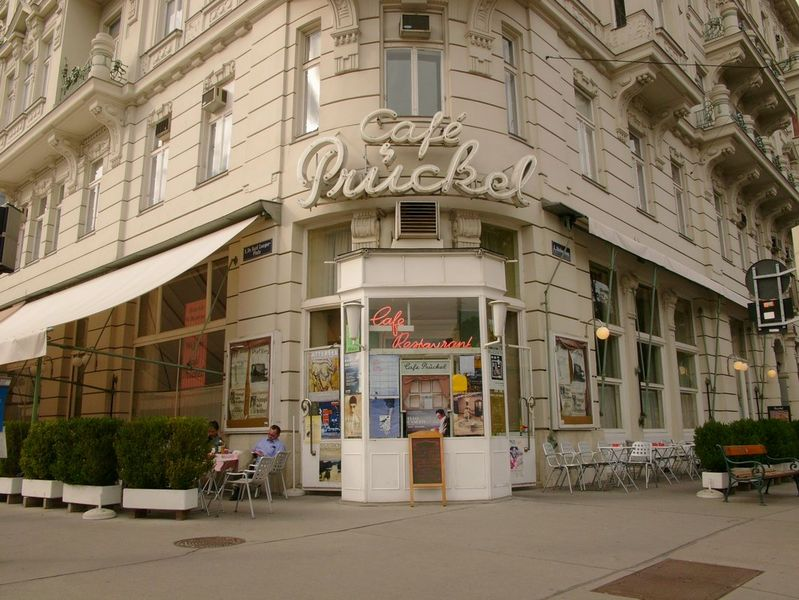
Eingang

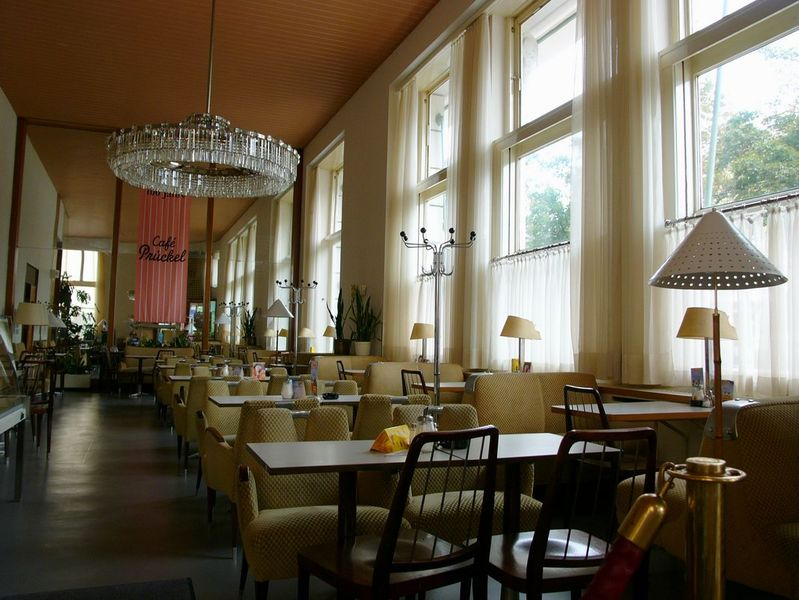
1950er-Jahre-Möbel im Inneren

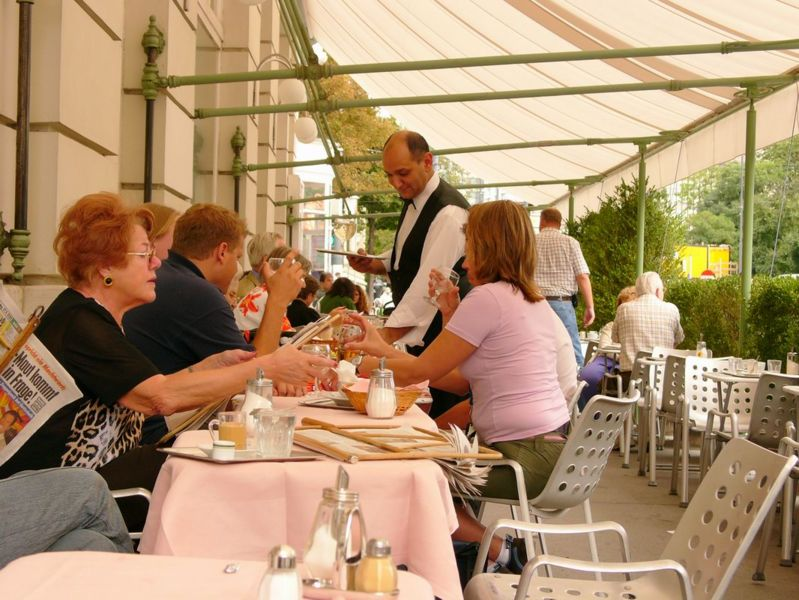
Schanigarten mit Sonnenjalousie

Am 25. Dezember 1903 eröffnete der ehemalige Radrenneuropameister Maxime Lurion (1875–1948) in dem von Jakob Gartner geplanten Wohngebäude das Café Lurion. Der Standort für ein Kaffeehaus war für die damalige wie auch die heutige Zeit optimal gewählt, weshalb das Vorhaben wirtschaftlichen Erfolg versprach. Die Inneneinrichtung (Sándor Járay) wurde im Stile von Hans Makart gestaltet. Zur Erhöhung des künstlerischen Gesamteindrucks wurden Bildwerke von Alexander Demetrius Goltz, Adolf Kaufmann, Eduard Adrian Dussek, Jacques Sternfeld sowie Theodor Bruckner ausgestellt. Zwei Springbrunnenfiguren waren der Beitrag des Bildhauers Josef Öfner. Die messingmontierten Tische trugen, als erste in Wien, Opalin-Platten aus den Steinbrüchen von Saint-Gobain. Noch unzeitgemäß, wurde auf eine (besetzte) Kassa verzichtet. Als besondere Attraktion wurden in der an den Gastraum anschließenden American Bar Getränke von einem Original-Mixter aus England (PoC) serviert.
Im ebenfalls luxuriös ausgestatteten Souterrain befanden sich Wintergarten, Clubzimmer, Tanz- und Speisesaal und Kegelbahn. Dieses umfängliche, repräsentative Raumangebot (für 400 Personen) sollte über lange Zeit ein Aktivposten des Betriebs sein, genutzt von unzähligen Vereinen für Einzelveranstaltungen wie auch als Klublokal.
Der erste Besitzer, Lurion, suchte umgehend nach der Eröffnung um Genehmigung eines Schanigartens an, der gängigen Ansicht folgend, dass ein Kaffeehausbetrieb ohne Terrasse unrentabel sei (Sommersperre Juli und August), und als ihm dies versagt wurde und Lurion konkursreif war, übergab er das Lokal bereits 1904 an seinen (aus Marienbad-Auschowitz stammenden) Schwiegervater, den gestandenen Cafetier Ludwig Spitzer, dessen Tochter Helene er 1901 geheiratet hatte. Da Spitzers Ansuchen 1904 vom Stadtrat ebenfalls abgelehnt wurde, entschloss auch er sich zum spontanen Verkauf und überließ noch 1904 das nunmehr als Café Miramonte firmierende Lokal Wenzel Prückel (1838–1917), Begründer des Café Central. Prückel, bleibender Namensgeber des Cafés, schaffte es dann im Juli 1906, die Erlaubnis für das Aufstellen von Tischen zu erreichen. 1907/08 übernahm Anton Stern (1859–1934), später Präsident der Israelitischen Kultusgemeinde Baden, das Prückel unter ungünstigen Verhältnissen. 1911 überholte er großzügig den Innenausbau im Stil englischer Klubsalons. Alle Wandverkleidungen und Möbel wurden von Heinrich Seifert & Söhne in Mahagoni mit Intarsien ausgeführt, die Stühle und Fauteuils in graublauem französischen Mokett. Der in dezentem Elfenbein-Weiß gehaltene Plafond erhielt prachtvolle polychromierte Reliefs und ornamentale Golddessins der Gebrüder Völkel. In Zitronenholz waren Schreib- und Konversationszimmer gehalten, ähnlich die Spielzimmer. Bei Sterns geschäftlichem Abgang 1914 (nach Pöstyén, Kursalon) wurde, initiiert von dankbaren Gästen, sein Porträt für immerwährende Zeiten im Lokal angebracht.
Mitte 1914 übernahm der vom Café Mariahilf (Mariahilfer Straße 89a) kommende Moritz Marosi (1870–1941) den Betrieb und führte ihn bis zur Übergabe 1920 an Johann Palouda sen. († 1927). Nach dem Tod des Vaters folgte Johann Palouda jun. († 1967). 1929 (Gewerbesteuerkataster) trat die Ehefrau des verstorbenen Johann Palouda sen., Therese († 1939), mit führend in den Betrieb ein. Am 30. April 1941 wurde die Betriebskonzession dem bis dahin als Gesellschafter des Café Reisenleitner (Zelinkagasse 13/Franz-Josefs-Kai 59) wirkenden (zweiten) Sohn Friedrich (Fritz) Palouda († 1960) ausgestellt, der nach Kriegsende, 1947, die bauliche Wiederinstandsetzung des Hauses betrieb.
1955 wurde das Kaffeehaus im Auftrag von Fritz Palouda durch Oswald Haerdtl umgestaltet (Pfeilerentfernungen, Vergrößerung der Fensteröffnungen) und erhielt das für das Prückel noch heutige typische Aussehen im Stil der 50er Jahre. 
Der hintere Trakt des Kaffeehauses war in den 1980er Jahren im Stil des Jugendstil rückgebaut worden, während der vordere Teil zur Ringstraße hin im Haerdtl-Original verblieb.
Das Kaffeehaus steht unter Denkmalschutz und wurde im Zuge der Neuübernahme durch die Pächter Thomas Hahn (Geschäftsführer), Daniel Jelitzka und Helmuth und Michaela Unger-Klein seit 2024 umfassend und originalgetreu renoviert.
Bemerkenswert ist auch die noch original erhaltene Sonnenjalousie aus der Zeit der Erbauung des Cafés, welche den Schanigarten entlang des Dr.-Karl-Lueger-Platzes mit Schatten versorgt.

### Das Theater im Souterrain
Am 7. November 1931 gründete die Schauspielerin Stella Kadmon in einem Bühnenraum im Souterrain des Cafés ihre Kleinkunstbühne „Der liebe Augustin“, an der bis März 1938 unter anderen Peter Hammerschlag und Gerhart Herrmann Mostar wirkten und die zahlreichen aus Nazi-Deutschland geflohenen Künstlern eine Wirkungsstätte bot. Therese Palouda, Großmutter der heutigen Prückel-Besitzerin Christl Sedlar und damals Wirtin des Cafés, verzichtete für eine „Konsumationsbeteiligung“ auf die Raummiete. Nach dem Exil von 1938 bis 1947 führte Kadmon die Bühne im Prückel unter der Bezeichnung „Theater der Courage“ weiter, bis sie 1960 die Spielstätte wechselte. Die Kellerbühne ist bis heute erhalten, Name, Betreiber und Konzept wechselten allerdings mehrfach. 1962 bis 1996 waren hier die Pradler Ritterspiele beheimatet, 1997 bis 2006 übernahm Tamara Stadnikow die Spielstätte unter dem Namen „Kabarett Stadnikow“, unter anderem mit regelmäßigen Auftritten von Hermes Phettberg. Von 2007 bis 2023 wurde die Bühne als „KiP – Kunst im Prückel“ mit Theater- und Kabarettprogrammen bespielt. Der Bühnenraum wurde 2013 als „wichtiger Ort des Exils“ vom Wiener Wiesenthal Institut für Holocaust-Studien für die Gedenkveranstaltung „80 Jahre Bücherverbrennung“ genutzt. Von September 2024 bis Juni 2025 hieß das Theater nach seiner Gründerin „Stella-Theater“, die Intendanz hatten Joséphine Striebeck und Christoph Schobesberger inne.

## Das Prückel heute
Das Kaffeehaus wird vor allem von Ortsansässigen und Studenten der gegenüber liegenden Universität für angewandte Kunst besucht und im Gegensatz zu anderen Innenstadt-Kaffeehäusern weniger von Touristen frequentiert. An bestimmten Wochentagen wird ein spezielles Programm angeboten, beispielsweise Klaviermusik, Liederabende und Literaturlesungen. Neben verschiedenen Kaffeespezialitäten erhält man warme Speisen und zahlreiche Mehlspeisen aus eigener Erzeugung.
Im Jänner 2015 berichteten zahlreiche Medien wie die Süddeutsche Zeitung, die Frankfurter Allgemeine Zeitung, 20 Minuten und Der Spiegel, die Geschäftsführerin des Cafés habe ein lesbisches Paar, das sich küsste, des Lokals verwiesen. Verschiedene Organisationen, allen voran die Aktion Kritischer Schülerinnen und Schüler, kritisierten den als homophob empfundenen Vorfall. Die Geschäftsführerin entschuldigte sich am 15. Jänner 2015 bei den Betroffenen in einer der Austria Presse Agentur übermittelten Aussendung „in aller Form“. An einer Protestkundgebung in unmittelbarer Nähe des Cafés nahmen am 16. Jänner 2015 rund 2.000 Personen teil. Der Betrieb blieb an diesem Tag geschlossen.

## Spezialität
Die Spezialität des Hauses ist Prückel Creme, ein kleiner Mokka mit flüssigem Schlagobers in einem separaten Kännchen.